# Liste der Bodendenkmäler in Gmund am Tegernsee
Auf dieser Seite sind die Bodendenkmäler in der oberbayerischen Gemeinde Gmund am Tegernsee zusammengestellt. Diese Tabelle ist eine Teilliste der Liste der Bodendenkmäler in Bayern. Grundlage ist die Bayerische Denkmalliste, die auf Basis des Bayerischen Denkmalschutzgesetzes vom 1. Oktober 1973 erstmals erstellt wurde und seither durch das Bayerische Landesamt für Denkmalpflege geführt wird. Die folgenden Angaben ersetzen nicht die rechtsverbindliche Auskunft der Denkmalschutzbehörde.

## Bodendenkmäler in Gmund am Tegernsee
| Lage                              | Objekt | Akten-Nr.     | Bild           |
| --------------------------------- | --- | ------------- | -------------- |
| (Standort)                        | Burgstall des hohen und späten Mittelalters (Burg Ebertshausen) und untertägige frühneuzeitliche Befunde im Bereich von Gut Kaltenbrunn und seiner Vorgängerbauten.                                         | D-1-8236-0001 | weitere Bilder |
| (Standort)                        | Burgstall des hohen oder späten Mittelalters. | D-1-8236-0013 |                |
| Kirchenweg 5 (Standort)           | Untertägige mittelalterliche und frühneuzeitliche Befunde im Bereich der katholischen Pfarrkirche St. Ägidius in Gmund am Tegernsee und ihrer Vorgängerbauten mit ummauertem Friedhof und Mariahilfkapelle. | D-1-8236-0015 |                |
| Südliche Hauptstraße 1 (Standort) | Untertägige spätmittelalterliche und frühneuzeitliche Befunde im Bereich der katholischen Filialkirche St. Quirin in Sankt Quirin und ihres Vorgängerbaus mit aufgelassenem Friedhof.                       | D-1-8236-0031 | weitere Bilder |
| (Standort)                        | Untertägige frühneuzeitliche Befunde im Bereich der katholischen Kapelle St. Leonhard bei Festenbach. | D-1-8236-0040 |                |